# 昂首向前走
《昂首向前走》（日语：／ uewomuite arukō）是1961年在日本發行、由歌手坂本九所演唱的歌曲，之後1962年在日本海外發行時歌名改為《壽喜燒》（Sukiyaki）。
發行至今多年，在日本國內及海外已有多名歌手翻唱成各國語言的版本，為坂本九的代表歌曲。

## 概要
歌曲內容由永六輔作詞、中村八大所作曲。原先是中村八大計劃作為自己的音樂會上所演奏的作品，之後在曲直瀨信子小姐的建議之下，作為坂本九的單曲。
作品於1961年10月發表後即在日本引發熱賣的現象，並創下在同年11月至隔年1月連續3個月高居銷售榜首位的紀錄。
《昂首向前走》在1962年開始流傳至歐洲發行，之後英國的唱片公司「Pye Records」讓旗下的爵士演奏樂手Kenny Ball錄製該曲的演奏版本，當時因考慮到日文原名太長不容易給當地樂迷深刻的印象，便將歌名改成簡短的《壽喜燒》（Sukiyaki），而此歌曲的內容及意義均與料理壽喜燒毫無關係，就連歌詞裏也沒有「壽喜燒」一詞出現過。而由Kenny Ball所詮釋的樂曲版本也在英國獲得排行榜第10名的成績。《新闻周刊》的一名專欄作家曾指出，如此將《昂首向前走》改為《壽喜燒》正如將《月亮河》改名為《炖牛肉》後在日本發行。
在英國受到熱烈迴響後，美國也於1963年由Capitol唱片開始引進發行，當時在美銷售時創下告示牌中獲得6月15日至6月29日連續3週榜首、以及Cashbox雜誌上6月15日至7月6日連4週榜首的成績；並擠上當年告示牌百强单曲榜的第一名，後續也達到突破100萬張以上的銷售量。
同樣在1963年，日本國內有感歌曲於海外大賣的熱潮；便將歌名改為昂首向前走「壽喜燒」重新發售。而坂本九也在當年受Capitol唱片的邀請、至美國參加電視節目《Steve Allen Show》演出。
《昂首向前走》從首次發行至今；在全球70餘國累績的銷售量已高達1300萬以上，並在2011年為迎接歌曲發表的第50週年慶，而製作釋出了特別紀念盤。
歌手、作曲和作詞人的名剛好都與數目有關，並組成組合「六八九三人組」，小行星6980就是從這裡命名。

## 榜单
| 榜单（1961–1963）                | 最高位 |
| -------------------------------- | ------ |
| 澳大利亚 (Kent Music Report)     | 1      |
| 加拿大（CHUM）                   | 4      |
| 日本（Music Life）               | 1      |
| 新西兰（Lever Hit Parade）       | 1      |
| 挪威（世道單曲榜）               | 1      |
| 英國（官方榜单公司單曲榜）       | 6      |
| 美国（《告示牌》百大單曲榜）     | 1      |
| 美國（《告示牌》成人當代單曲榜） | 1      |
| 西德（GfK娱乐榜单）              | 2      |

## 引用
- 1962年同由原唱者坂本九所演出、與歌曲同名的電影《昂首向前走》中；在劇情裡有坂本九與高橋英樹、浜田光夫、以及吉永小百合合唱這首歌的橋段。
- 《昂首向前走》作為在事後死於1985年日本航空123號班機空難的坂本九喪禮上的哀弔曲。
- 日本電鐵常磐線中的友部車站，於2007年3月4日起將歌曲中的旋律作為发车音乐。而京濱急行電鐵的京急川崎車站同樣於2008年12月20日開始將此作為電車入站音樂。
- 2011年香港話劇團將佃典彥編劇的《脫皮爸爸》搬上香港舞台演出，劇中使用了日語的《昂首向前走》作為插入歌。
- 2011年吉卜力工作室上映的電影動畫《來自紅花坂》，將《昂首向前走》作為劇中插入歌。而故事的背景同為當時歌曲在日本盛況熱賣的1960年代。
- 飲料廠商三得利在東日本大震災後，動員共71名演藝人員、錄製他們演唱此歌曲的影片作為替災後社會打氣的廣告。
- 日本第86部《晨間小說連續劇》的《小梅醫生》裡的最終週使用了同名的副標題《昂首向前走》，而最終話（第156話）由高橋克實演的（下村建造）在劇中的「業餘歌喉歌唱大賽」裡演唱的就是這首歌。
- 2019年，收录于电子音乐人Avicii遗作专辑《TIM》的作品《Freak》，采样了《昂首向前行》中的旋律。
- 2021年8月8日举行的2020年东京奥运会闭幕式的表演中使用了《昂首向前行》。[14]

## 翻唱歌手

### 日本國內
| ASKA（恰克與飛鳥成員飛鳥涼）：2011年限定發售同名單曲。 B.B.QUEENS：收錄自1990年專輯。 B-DASH：收錄自2009年單曲《平和島》。 Duke Aces Pinky & Killers RC SUCCESSION：收錄自單曲。 SAYOKO（女子樂團「ZELDA」成員）：1995年翻唱。 Stardust Revue Sunya：收錄自2009年單曲。 VOICE OF LOVE POSSE：於2003年翻唱。 Yellow Panther：收錄自2004年專輯《V.S.O.P.1 unforgettable》。 ：收錄自1995年專輯《Repeat Psrformance III》。 （由日本軟體公司「Triworks」創造的虛擬角色群）：收錄自2008年發行的虛擬角色音樂專輯 ：收錄自2008年專輯《Beyond Standard》。 小柳留美子：收錄自1973年歌曲合輯《》。 小林幸惠：於2000年在美國演唱該歌曲的英語版本。 井伊英理 平井堅：於2003年不插電演唱會演出。 田代政 SEKAI NO OWARI（世界の終わり/End of the World）：收錄於《Spotify on 2016 Featured artist》SEKAI NO OWARI Spotify Sessions 第四首。 | 近藤房之助：於1991年翻唱。 宇多田光：於1998年Live秀「Music Talks '98」現場演出。 西田光：翻唱歌曲版本為英語板。 坂本龍一 佐田雅志 香坂みゆき：收錄自1991年專輯《CANTOS 2》 佐藤竹善：收錄自2005年單曲。 :收錄自2006年專輯。 :收錄自2009年專輯《Yes Wa Can!!》。 花生姊妹 長剛：1997年翻唱。 金丸淳一：收錄自1993年專輯《inspired colors》。 岩崎宏美：收錄自2004年專輯《Dear Friends IV》。 美空雲雀 :在1996年NHK紅白歌合戰演唱。 茉奈與佳奈：收錄自2009年專輯。 森友嵐士：收錄自2011年專輯。 清水仁 猿岩石：收錄在1998年精選專輯《通信簿〜SARUGANSEKI SINGLES〜》。 桑田佳祐：為Live秀現場演出。 橫山健：收錄為2005年專輯《Nothin' But Sausage》中附加的歌曲。 德永英明2007年藥師寺演唱會開場曲，2012年收錄於翻唱專輯《VOCALIST VINTAGE》。 高畑充希 Hey! Say! JUMP：2019年翻唱，成員山田涼介主演北澤一家2019夏〜夏でも寒くて死にそうです〜SP主題歌 |  |

### 日本海外
| 臺灣 白戶茉莉：翻唱歌名《寂寞它佔滿了我的心》收錄於1996年專輯『天天戀愛』。 龍千玉：翻唱歌名《烏龍茶》 陳淑樺：翻唱內容為英語版《Sukiyaki》。 徐懷鈺：翻唱歌名《小女人的心》；收錄於2007年專輯『Badgirl Yuki』。 葉璦菱：翻唱歌名《昂首向前走》；收錄於『點歌集(六)』 江蕙:收錄於『2008年初登場演唱會DVD』 Sunday Girls：翻唱內容為日語版，曲名《Sukiyaki》；收錄於SUNDAY GIRLS唱片專輯『喜歡你』 香港 Society of Seven：於1965年翻唱。 江玲(Kong Ling)：翻唱內容為英語版《Sukiyaki》。 杜麗莎：翻唱歌名為《眉頭不再猛皺》。 許冠英：翻唱歌名為《你我人人知》。 麗莎：翻唱歌名為《諾言》。 杜氏姊妹 崔萍、蓓蕾：翻唱歌名為《默默的相思》。 梅艷芳：翻唱歌名為《願今宵一起醉死》；收錄於專輯『In Brasil』。 倫永亮：翻唱內容為日語版；收錄於專輯『1999 夏』。 新加坡 李炳文 鄧雪華：翻唱歌名為《童年的願望》 李炳憲：為2011年公演活動「LBH ON STAGE」額外安排的曲目。 · 英国 Kenny Ball：於1962年演奏。 Slick Rick 法國 Franck Pourcel：為曲目演奏版本。 德国 Blue Diamonds Fair Warning：翻唱內容為日語版本。 | 加拿大 Claude Valade：收錄自1963年法語專輯。 Lucille Starr 美国 4 P.M.：於1995年翻唱、當年在告示牌百强单曲榜的最高名次成績為第8名。 A Taste of Honey：於1981年翻唱、當年告示牌成人音樂榜及靈魂樂榜首位。 Billy Vaughn：為曲目演奏版本。 Bobby Caldwell Cecilio & Kapono：於1975年翻唱。 Jewel Akens：於1966年翻唱；曲名為《My First Lonely Night》。 Kiss合唱團：為Live秀現場演出。 Los Panchos：翻唱內容為西語版本。 Rockapella The Ventures Trish Thuy Trang Tuck & Patti 巴布·狄倫 比利·喬爾：於2006年在日本東京巨蛋現場演出。 莎麗娜：翻唱內容為西語版本。 牙买加 Diana King 匈牙利 Newton Família：於1982年在日本 'Jumping Tour' 演唱 巴西 Daniela Mercury：翻唱內容為日語版本，之後收錄於1996年專輯《Feijão com Arroz》。 Trio Esperança：翻唱內容為葡語版本，收錄為1963年專輯《Nós somos sucesso》。 |  |